# Andrzej Siodła
Andrzej Siodła (ur. 15 września 1942 w Berlinie, zm. 16 listopada 2023) – polski bokser, medalista mistrzostw kraju.

## Kariera sportowa
Wystąpił w wadze lekkośredniej (do 71 kg) na mistrzostwach Europy w 1963 w Moskwie, gdzie przegrał pierwszą walkę z późniejszym mistrzem Borisem Łagutinem na punkty (wszystkie następne walki Łagutin wygrał przed czasem). W tym samym roku zdobył brązowy medal w tej samej kategorii wagowej na Mistrzostwach Armii Zaprzyjaźnionych w Łodzi, a także zwyciężył w Turnieju Przedolimpijskim PZB.
Był mistrzem Polski w wadze lekkośredniej w 1963, dwukrotnie wicemistrzem w tej samej wadze w 1962 i 1965, a także trzykrotnie brązowym medalistą: w wadze lekkośredniej w 1968 oraz w wadze średniej (do 75 kg) w 1967 i w 1971. Był również mistrzem Polski juniorów w 1960 w wadze półśredniej (do 67 kg).
W latach 1961–1967 12 razy wystąpił w reprezentacji Polski, odnosząc 5 zwycięstw i ponosząc 7 porażek.
Był zawodnikiem klubów: Budowlani Poznań, Legia Warszawa, ŁTS Łabędy i Carbo Gliwice.